# 디아디 사마세쿠
디아디 사마세쿠(프랑스어: Diadie Samassékou, 1996년 1월 11일 ~ )는 말리의 축구 선수로, 현재 독일 분데스리가의 TSG 호펜하임에서 수비형 미드필더로 활약하고 있으며, 말리 국가대표팀에서도 활약하고 있다.

## 구단 경력

### 레드불 잘츠부르크
2015년 8월, 사마세쿠는 레드불 잘츠부르크와 4년 계약을 맺고 처음으로 그들의 팀인 FC 리퍼링에 합류했다. 2017-18 시즌 잘츠부르크는 역대 최고의 유럽 무대를 가졌다. 그들은 레알 소시에다드와 보루시아 도르트문트를 꺾고 UEFA 유로파리그 준결승에 진출하기 전까지 기록적인 4번째 유로파리그 조 1위를 차지했다. 2018년 5월 3일, 그는 올랭피크 드 마르세유와 2018 UEFA 유로파리그 결승전에서 1-2로 패한 경기와 합계 3-2로 승리하면서 유로파리그 준결승에 진출했다.

### TSG 호펜하임
2019년 8월 15일, TSG 호펜하임은 사마세쿠와 5년 계약을 맺었다고 발표했다.
2024년 2월 1일, 사마세쿠는 스페인 클럽 카디스로 임대 이적했다.

## 국가대표팀 경력
사마세쿠는 말리를 대표하여 2015년 FIFA U-20 월드컵과 2016년 툴롱 대회에 참가하였고, 2014년 6월 29일, 중국과의 친 선 경기에서 성인 대표팀 데뷔 전을 치렀고, 팀은 3-1 승리를 거두었다.
그는 2019년 아프리카 네이션스컵에 출전하는 첫 국제 대회에 출전했다.
2021년 12월, 사마세쿠는 모하메드 마가수바 감독에 의해 2021년 아프리카 네이션스컵에 참가할 선수로 선정되었다.
2024년 1월 2일, 에리크 셸 감독에 의해 2023년 아프리카 네이션스컵에 출전할 말리 선수 27명의 명단에 이름을 올렸다.